# Linda Beilharz
Linda Beilharz (1960) és una exploradora i científica australiana que és la primera dona australiana en recórrer amb èxit els pols sud i nord. Va completar l'expedició del Pol Nord amb el seu espòs Rob Rigato i l'exploradora canadenca Sarah McNair-Landry per l'abril de 2010, mentre que la gesta del Pol Sud es va completar al desembre de 2004, quan es va convertir en la primera dona australiana en esquiar a 1.100 km del caire de l'Antàrtica al Pol Sud. Beilharz i Rigato també van completar una travessia de 35 dies a través de la capa de gel de Grenlàndia per l'abril de 2007, i la capa de gel de Patagònia del Sud ek 2012, després d'un intent anterior sense èxit el 2009.

## Biografia
Beilharz viu en Bendigo, Victòria (Austràlia), on és l'oficial Executiva de Women's Health Loddon Mallee. Es va graduar a la Universitat de La Trobe el 1993 amb un Diploma de postgrau p en] Desenvolupament de la Comunitat i un Màster en Ciències de la Salut el 1999. Va ser guardonada amb el 2010 Aventurer Geogràfic Australià de l'Any per la seva expedició al pol Sud, va estar inclosa a la Llista d'honor victoriana de dones el 2006, y escollida Ciutadana de l'Any de Bendigo el 2013, i al mateix any va rebre la Medalla de la Ordre d'Austràlia.
Està molt involucrada en el treball comunitari com a membre del Grup de Sustentabilitat de Bendigo, Bush Search and Rescue, i va ser directora de Desenvolupament de Capacitats Comunitàries amb St Luke's Anglicare durant 10 anys. Ella ha creat recursos d'aprenentatge sota el títol "Journeys for Learning", que dona suport als mestres amb informació, històries i guies de lliçons, vinculant a les escoles amb les aventures modernes.

## Publicacions
- Building Communities: The Shared Active Experience.